# Поло Г
Таурус Тремани Бартлет (6. јануар 1999), професионално познат као Поло Г, је амерички репер, певач и текстописац. Године 2018. постао је истакнут синглом "Finer Things" и "Pop Out" 2019. Године 2019. издао је свој деби албум Die A Legend, који је добио генерално позитивне критике и достигао шесто место на америчкој Билборд 200 и платинастим сертификатом од стране РИАА.
Бартлетов други студијски албум, The Goat (2020), заузео је друго место на Биллбоард 200 и десет синглова на Биллбоард Хот 100 листи. Године 2021. објавио је сингл „Rapstar“, који је дебитовао на првом месту Хот 100 и постао његов први хит број један на Хот 100 и први соло сингл међу првих десет. Песма је послужила као главни сингл за његов трећи студијски албум Hall Of Fame (2021), који је постао Бартлетов први албум на врху листе.

## Рани живот
Таурус Тремани Бартлетт је рођен у Старом граду у Чикагу, Илиноис, од породице Таурус Бартлетт и Стациа Мац. Мек, бивши менаџер имовине, служи као Бартлетов менаџер. Одрастао је у апартманима Маршал Филд Гарден. Он је друго од четворо деце, има старију сестру, млађег брата и млађу сестру. Након што је завршио средњу школу, Бартлет је примљен на Универзитет Линколн са дипломом за емитовање, али је одлучио да не иде првог дана, одлучивши да настави музичку каријеру са пуним радним временом.

## Каријера

### 2018–2019: Почеци, уговор о снимању и Умри као легенда
Бартлетова прва песма икада снимљена била је под називом „ODA“, коју је објавио на Јутјубу. Након што је направио SoundCloud налог 2018. објавио је песму „Gang With Me“, која је брзо прикупила милионе репродукција. Наставио је да добија на популарности са својим песмама "Welcome Back" и "Never Cared". Бартлет је у другој половини 2018. објавио песму „Finer Things“, песму коју је написао док је био у затвору, и брзо је стекла милионе прегледа. Почетком 2019. године, Бартлет је објавио песму „Pop Out“ са Лил Тјаи-ом која је заузела 11. место на Билбоард Хот 100. Музички видео за песму је добио преко 200 милиона прегледа на Јутјубу и довео до тога да је потписао уговор са Kолумбиа Рекордс. Бартлет је такође објавио спотове за своје песме "Deep Wounds", "Through The Storm", "Effortles" и "Dyin' Breed" са свог дебитантског студијског албума Die A Legend, који је објављен 7. јуна 2019. и достигао врхунац. 6 на Билборду 200. "Heartless", сингл објављен касније 2019. године, представљао је продукцију Мустарда, а касније је представљен на његовом другом албуму.

#### 2020 – данас: The Goat, Only Dreamers Achieve Records и Кућа славних
14. фебруара 2020. Бартлет је објавио песму „Go Stupid“, са реперима Стунна 4 Вегас и НЛЕ Чоппа са истакнутом продукцијом Мајк Вил Маде Ит и копродукцијом Теј Кита. „Go Stupid“ је постала његова друга песма на Хот 100 (после „Pop Out“) и достигла 60. место. Бартлет је потом објавио свој други студијски албум, The Goat, 15. маја 2020. године. Албум је дебитовао на другом месту на Билборду 200, а десет песама са албума је доспело на Хот 100, укључујући "Flex" са Јуице Врлд-ом и "Be Something" са Лил Бeби, који су достигли 30. односно 57. место. Истог месеца, био је представљен заједно са Лил Бeби на "3 Headed Goat" од Лил Дурка који је достигао 43. место на Биллбоард Хот 100. У јулу, Бартлет је представљен на постхумном албуму Јуице Врлд Legends Never Die на песми "Hate the other side". Песма је доспела на 10. место на Билборд Хот 100, његов први сингл међу десет најбољих и песма са највишом на листи. 11. августа 2020. био је укључен у XXL бруцош 2020. године. Касније тог месеца, објавио је музички спот за свој сингл „Martin & Gina“, који је достигао 61. место на Биллбоард Хот 100. У септембру је објавио сингл „Epidemic“, који је достигао 47. место на Биллбоард Хот 100. Кинг Вон га је 30. октобра 2020. представио на "The Code" са свог деби албума Welcome to O'Block. Песма је заузела 66. место на Биллбоард Хот 100 и нашла се на листи у Канади.
У септембру, Бартлет је најавио сопствену издавачку кућу Only Dreamers Achieve Records (ODA), а Сцори је његов први потписник био уметник из Сиракузе.
Бартлет је награђен на Форбсовој листи 30 испод 30 година 2021, у категорији музике.
5. фебруара 2021. објавио је сингл „GNF (OKOKOK)“. 12. фебруара је представљен на песми за филм Јуда и Црни Месија, у песми „Last Man Standing“. 5. марта, Бартлет је такође био представљен на песми за филм Боогие из 2021. године на песму "Fashion" покојног репера Поп Смока. Бартлет је сарађивао са Лил Тјаи и Фивио Форегн на песми „Headshot“, објављеној 19. марта. Његова песма „Rapstar“, објављена 9. априла 2021, дебитовала је на првом месту на Биллбоард Хот 100.17. маја је објавио да је завршио снимање свог трећег студијског албума Hall Of Fame. Објавио је четврти сингл албума „Gang Gang“ са Лилом Вејном 21. маја, а песма је достигла 33. место на Хот 100. 11. јуна, Бартлет је објавио Hall Of Fame, који је дебитовао на првом месту америчке Билборд 200 и постао његов први албум број један. Објавиће Hall Of Fame 2.0, делукс издање албума, 3. децембра 2021. године.

## Персонални живот
Бартлет има сина, рођеног 6. јула 2019. године.
Бартлет је хоспитализован 12. августа 2019. због скоро фаталног предозирања дрогом на забави. Због горе поменуте хоспитализације и смрти колеге репера и пријатеља Јуице Врлда, од тада је напустио Екстази и Ксанакс.